# Championnat de France de football de deuxième division 2020-2021
Navigation
Ligue 2 2019-2020 Ligue 2 2021-2022
La saison 2020-2021 de Ligue 2 est la 82e édition du championnat de Ligue 2 (ou Division 2 jusqu'en 2002), la première sous l'appellation « Ligue 2 BKT ». Deuxième niveau de la hiérarchie du football en France après la Ligue 1, le championnat oppose en matches aller-retour, vingt clubs professionnels. Il est parrainé par le fabricant de pneumatiques indien BKT, succédant à la chaîne de pizzerias Domino’s.
Pour les quatre prochaines saisons, le championnat est diffusé par Téléfoot et beIn Sports. En décembre 2020, Mediapro redonne les droits TV à la LFP, incapable de payer les traites du contrat passé en mai 2018. La chaine continue de diffuser les matchs de son lot en attendant la réattribution de matchs de son lots par la LFP. Après un appel d'offres infructueux, un accord est trouvé entre la ligue de football professionnel (LFP) et Canal+ qui a ensuite sous-licencié à beIN Sports pour la diffusion de huit des dix matchs à compter de la 25e journée jusqu'à la fin de la saison.

## Clubs participants

### Liste des clubs participants
| \| AC Ajaccio AS Nancy-Lorraine Le Havre AC · SM Caen EA Guingamp Toulouse FC · Paris FC Clermont Foot ES Troyes AJ Auxerre Chamois niortais FC Valenciennes FC Grenoble Foot 38 · FC Sochaux-Montbéliard Rodez AF Amiens SC LB Châteauroux FC Chambly Pau FC USL Dunkerque \| Localisation des clubs engagés. |
| AC Ajaccio AS Nancy-Lorraine Le Havre AC · SM Caen EA Guingamp Toulouse FC · Paris FC Clermont Foot ES Troyes AJ Auxerre Chamois niortais FC Valenciennes FC Grenoble Foot 38 · FC Sochaux-Montbéliard Rodez AF Amiens SC LB Châteauroux FC Chambly Pau FC USL Dunkerque                                       |

Les équipes classées de la 3e à 18e place du Championnat de Ligue 2 2019-2020, les équipes classées 19e et 20e de Ligue 1 2019-2020 et les deux premiers de National 2019-2020 participent à la compétition.
Le Toulouse FC redescend en Ligue 2 après 17 ans en Ligue 1. L'USL Dunkerque fait son grand retour en Ligue 2 après 24 ans d'absence. Le Pau FC dispute pour sa part la première saison en Ligue 2 de son histoire.
| Club                   | En L2 depuis | Classement 2019-2020 | Budget (en M€) | Entraîneur            | En poste depuis | Stade                                                       | Capacité     | Nombre de saisons en Ligue 2 |
| ---------------------- | ------------ | -------------------- | -------------- | --------------------- | --------------- | ----------------------------------------------------------- | ------------ | ---------------------------- |
| Amiens SC              | 2020         | 19e (Ligue 1)        | 15             | Oswald Tanchot        | 2020            | Stade Crédit Agricole la Licorne                            | 12 999       | 38                           |
| Toulouse FC            | 2020         | 20e (Ligue 1)        | 27             | Patrice Garande       | 2020            | Stadium de Toulouse                                         | 33 150       | 17                           |
| AC Ajaccio             | 2014         | 3e                   | 10             | Olivier Pantaloni     | 2014            | Stade François-Coty                                         | 10 660       | 19                           |
| ESTAC Troyes           | 2018         | 4e                   | 13             | Laurent Batlles       | 2019            | Stade de l'Aube                                             | 20 400       | 14                           |
| Clermont Foot 63       | 2007         | 5e                   | 11             | Pascal Gastien        | 2017            | Stade Gabriel-Montpied                                      | 11 980       | 19                           |
| Le Havre AC            | 2009         | 6e                   | 17             | Paul Le Guen          | 2019            | Stade Océane                                                | 25 178       | 37                           |
| Valenciennes FC        | 2014         | 7e                   | 10,5           | Olivier Guégan        | 2019            | Stade du Hainaut                                            | 25 172       | 37                           |
| EA Guingamp            | 2019         | 8e                   | 20             | Frédéric Bompard      | 2021            | Stade de Roudourou                                          | 19 060       | 28                           |
| Grenoble Foot 38       | 2018         | 9e                   | 10             | Philippe Hinschberger | 2018            | Stade des Alpes                                             | 20 068       | 29                           |
| FC Chambly Oise        | 2019         | 10e                  | 7,5            | Bruno Luzi            | 2001            | Stade Pierre-Brisson                                        | 10 178       | 1                            |
| AJ Auxerre             | 2012         | 11e                  | 21             | Jean-Marc Furlan      | 2019            | Stade de l'Abbé-Deschamps                                   | 18 541       | 14                           |
| AS Nancy Lorraine      | 2017         | 12e                  | 14             | Jean-Louis Garcia     | 2019            | Stade Marcel-Picot                                          | 20 087       | 23                           |
| SM Caen                | 2019         | 13e                  | 12             | Fabrice Vandeputte    | 2021            | Stade Michel-d'Ornano                                       | 20 300       | 25                           |
| FC Sochaux-Montbéliard | 2014         | 14e                  | 17             | Omar Daf              | 2018            | Stade Auguste-Bonal                                         | 20 005       | 16                           |
| LB Châteauroux         | 2017         | 15e                  | 8              | Marco Simone          | 2021            | Stade Gaston-Petit                                          | 14 500       | 40                           |
| Rodez AF               | 2019         | 16e                  | 7,2            | Laurent Peyrelade     | 2015            | Stade Paul-Lignon                                           | 4 755        | 5                            |
| Paris FC               | 2017         | 17e                  | 19             | René Girard           | 2020            | Stade Charléty                                              | 19 151       | 12                           |
| Chamois niortais FC    | 2012         | 18e                  | 9              | Sébastien Desabre     | 2020            | Stade René-Gaillard                                         | 6 398        | 28                           |
| Pau FC                 | 2020         | 1er (National 1)     | 6,5            | Didier Tholot         | 2020            | Stade du Hameau (jusqu'au 13/02) Nouste Camp (dès le 27/02) | 18 324 3 859 | 0                            |
| USL Dunkerque          | 2020         | 2e (National 1)      | 7              | Fabien Mercadal       | 2020            | Stade Marcel-Tribut                                         | 2 800        | 34                           |

### Changements d'entraîneur
| Club                | Entraîneur partant | Motif du départ     | Date de départ    | Position   | Entraîneur arrivant | Date d'arrivée   |
| ------------------- | ------------------ | ------------------- | ----------------- | ---------- | ------------------- | ---------------- |
| USL Dunkerque       | Claude Robin       | Consentement mutuel | 13 mai 2020       | Pré-saison | Fabien Mercadal     | 16 mai 2020      |
| Pau FC              | Bruno Irles        | Consentement mutuel | 11 mai 2020       | Pré-saison | Didier Tholot       | 18 mai 2020      |
| Chamois niortais FC | Franck Passi       | Fin de l'intérim    | 8 juin 2020       | Pré-saison | Sébastien Desabre   | 16 juin 2020     |
| Toulouse FC         | Denis Zanko        | Fin de l'intérim    | 22 juin 2020      | Pré-saison | Patrice Garande     | 22 juin 2020     |
| EA Guingamp         | Sylvain Didot      | Renvoi              | 30 août 2020      | 15e        | Mécha Baždarević    | 30 août 2020     |
| Amiens SC           | Luka Elsner        | Renvoi              | 28 septembre 2020 | 17e        | Oswald Tanchot      | 16 octobre 2020  |
| LB Châteauroux      | Nicolas Usaï       | Renvoi              | 13 décembre 2020  | 18e        | Olivier Saragaglia  | 13 décembre 2020 |
| LB Châteauroux      | Olivier Saragaglia | Fin de l'intérim    | 26 décembre 2020  | 20e        | Benoît Cauet        | 1er janvier 2021 |
| EA Guingamp         | Mécha Baždarević   | Renvoi              | 1er février 2021  | 17e        | Frédéric Bompard    | 1er février 2021 |
| LB Châteauroux      | Benoît Cauet       | Renvoi              | 9 mars 2021       | 20e        | Marco Simone        | 9 mars 2021      |
| SM Caen             | Pascal Dupraz      | Renvoi              | 23 mars 2021      | 14e        | Fabrice Vandeputte  | 23 mars 2021     |

## Compétition

### Règlement
Le classement est calculé avec le barème de points suivant : une victoire vaut trois points, le match nul un. La défaite ne rapporte aucun point.
1. plus grand nombre de points ;
2. plus grande différence de buts générale ;
3. plus grand nombre de points dans les confrontations directes ;
4. plus grande différence de buts particulière
5. plus grand nombre de buts dans les confrontations directes ;
6. plus grand nombre de buts à l'extérieur dans les confrontations directes ;
7. plus grand nombre de buts marqués ;
8. plus grand nombre de buts marqués à l'extérieur ;
9. plus grand nombre de buts marqués sur une rencontre de championnat ;
10. meilleure place au Challenge du fair-play (1 point par joueur averti, 3 points par joueur exclu)

### Classement général
Source : Classement officiel sur le site de la LFP.
| Rang | Équipe                 | Pts | J  | G  | N  | P  | Bp | Bc | Diff |
| ---- | ---------------------- | --- | -- | -- | -- | -- | -- | -- | ---- |
| 1    | ESTAC Troyes           | 77  | 38 | 23 | 8  | 7  | 60 | 36 | +24  |
| 2    | Clermont Foot 63       | 72  | 38 | 21 | 9  | 8  | 61 | 25 | +36  |
| 3    | Toulouse FC R          | 70  | 38 | 20 | 10 | 8  | 71 | 42 | +29  |
| 4    | Grenoble Foot 38       | 65  | 38 | 18 | 11 | 9  | 51 | 35 | +16  |
| 5    | Paris FC               | 64  | 38 | 17 | 13 | 8  | 53 | 37 | +16  |
| 6    | AJ Auxerre             | 62  | 38 | 16 | 14 | 8  | 64 | 43 | +21  |
| 7    | FC Sochaux-Montbéliard | 51  | 38 | 12 | 15 | 11 | 45 | 37 | +8   |
| 8    | AS Nancy Lorraine      | 47  | 38 | 11 | 14 | 13 | 53 | 53 | 0    |
| 9    | EA Guingamp            | 47  | 38 | 10 | 17 | 11 | 41 | 43 | -2   |
| 10   | Amiens SC R            | 47  | 38 | 11 | 14 | 13 | 34 | 40 | -6   |
| 11   | Valenciennes FC        | 47  | 38 | 12 | 11 | 15 | 50 | 59 | -9   |
| 12   | Le Havre AC            | 47  | 38 | 11 | 14 | 13 | 38 | 48 | -10  |
| 13   | AC Ajaccio             | 46  | 38 | 11 | 13 | 14 | 34 | 43 | -9   |
| 14   | Pau FC P               | 44  | 38 | 11 | 11 | 16 | 42 | 49 | -7   |
| 15   | Rodez AF               | 43  | 38 | 8  | 19 | 11 | 38 | 44 | -6   |
| 16   | USL Dunkerque P        | 41  | 38 | 10 | 11 | 17 | 34 | 47 | -13  |
| 17   | SM Caen                | 41  | 38 | 9  | 14 | 15 | 34 | 49 | -15  |
| 18   | Chamois niortais FC    | 41  | 38 | 9  | 14 | 15 | 34 | 58 | -24  |
| 19   | FC Chambly Oise        | 38  | 38 | 9  | 11 | 18 | 41 | 64 | -23  |
| 20   | LB Châteauroux         | 23  | 38 | 4  | 11 | 23 | 32 | 58 | -26  |

Promotions et relégations
- Promotion en Ligue 1 2021-2022
- Barrages de promotion en Ligue 1
- Barrages de relégation en National
- Relégation en National 2021-2022

Abréviations
- P : Promu de National 2019-2020
- R : Relégué de Ligue 1 2019-2020

### Matchs
| Résultats (▼dom., ►ext.)                                   | ACA | ASC | AJA | SMC | FCCO | LBC | CF63 | USLD | GF38 | EAG | HAC | ASNL | CNFC | PFC | PAU | RAF | FCSM | TFC | ESTAC | VAFC |
| AC Ajaccio                                                 |     | 2-2 | 0-0 | 1-0 | 0-0  | 0-1 | 0-2  | 1-0  | 2-1  | 0-2 | 1-1 | 1-0  | 3-0  | 1-1 | 4-1 | 1-0 | 1-1  | 0-1 | 0-4   | 3-0  |
| Amiens SC                                                  | 0-0 |     | 1-1 | 0-0 | 1-1  | 1-0 | 1-1  | 1-0  | 1-0  | 0-3 | 0-0 | 1-0  | 0-0  | 1-2 | 0-0 | 1-0 | 0-1  | 0-1 | 3-1   | 3-1  |
| AJ Auxerre                                                 | 5-1 | 2-1 |     | 1-1 | 4-0  | 4-1 | 0-1  | 2-1  | 1-1  | 1-1 | 1-1 | 3-2  | 6-0  | 0-0 | 2-1 | 0-1 | 0-2  | 3-1 | 2-1   | 1-1  |
| SM Caen                                                    | 1-0 | 1-0 | 0-0 |     | 0-0  | 1-1 | 2-1  | 1-1  | 1-1  | 1-0 | 0-2 | 2-1  | 1-0  | 0-2 | 1-1 | 1-2 | 1-4  | 2-2 | 0-0   | 1-1  |
| FC Chambly                                                 | 2-1 | 2-0 | 0-1 | 4-2 |      | 2-1 | 0-3  | 0-1  | 1-2  | 3-0 | 0-1 | 1-1  | 1-1  | 0-3 | 1-0 | 1-0 | 1-4  | 1-1 | 0-3   | 1-2  |
| LB Châteauroux                                             | 0-0 | 0-0 | 1-2 | 2-2 | 4-0  |     | 0-1  | 1-2  | 0-1  | 2-3 | 0-1 | 1-4  | 2-0  | 1-2 | 0-3 | 1-1 | 2-1  | 0-3 | 1-2   | 3-3  |
| Clermont Foot 63                                           | 0-2 | 3-0 | 1-0 | 0-0 | 1-0  | 2-1 |      | 5-0  | 3-0  | 0-0 | 1-1 | 2-0  | 0-0  | 3-2 | 3-0 | 3-0 | 3-1  | 1-1 | 2-1   | 4-0  |
| USL Dunkerque                                              | 3-1 | 1-1 | 0-1 | 2-3 | 1-1  | 2-0 | 1-1  |      | 1-1  | 1-0 | 0-1 | 1-2  | 2-0  | 0-1 | 2-2 | 0-0 | 1-0  | 3-3 | 0-0   | 1-0  |
| Grenoble Foot 38                                           | 2-0 | 0-0 | 2-2 | 3-1 | 2-0  | 2-2 | 1-2  | 4-0  |      | 2-1 | 2-1 | 1-0  | 1-1  | 0-0 | 1-1 | 1-0 | 2-0  | 5-3 | 2-0   | 2-0  |
| EA Guingamp                                                | 2-2 | 2-2 | 2-0 | 2-2 | 1-0  | 2-0 | 0-5  | 0-0  | 1-0  |     | 1-3 | 0-0  | 0-1  | 0-0 | 2-3 | 1-1 | 0-0  | 1-1 | 1-2   | 1-1  |
| Le Havre AC                                                | 1-1 | 1-0 | 1-1 | 1-2 | 2-4  | 1-1 | 0-0  | 1-1  | 0-2  | 1-1 |     | 1-1  | 0-1  | 1-0 | 1-0 | 1-1 | 0-2  | 0-1 | 3-2   | 0-2  |
| AS Nancy Lorraine                                          | 2-0 | 2-2 | 2-2 | 1-0 | 3-3  | 2-1 | 1-0  | 2-1  | 1-2  | 2-2 | 0-1 |      | 2-2  | 1-1 | 1-0 | 2-2 | 0-0  | 1-3 | 2-3   | 1-3  |
| Chamois niortais FC                                        | 2-0 | 0-2 | 0-4 | 3-0 | 1-1  | 1-1 | 1-0  | 1-2  | 0-0  | 0-2 | 0-0 | 1-0  |      | 2-2 | 2-1 | 1-1 | 1-3  | 1-0 | 0-3   | 0-3  |
| Paris FC                                                   | 1-1 | 4-2 | 0-3 | 3-1 | 3-0  | 1-0 | 0-1  | 1-0  | 2-0  | 3-2 | 3-0 | 0-2  | 3-3  |     | 1-0 | 1-1 | 0-0  | 3-1 | 1-1   | 1-0  |
| Pau FC                                                     | 0-0 | 2-0 | 3-0 | 1-0 | 1-3  | 1-0 | 2-1  | 3-1  | 0-2  | 0-1 | 2-0 | 1-1  | 4-1  | 1-1 |     | 1-1 | 0-0  | 0-3 | 0-1   | 4-3  |
| Rodez AF                                                   | 0-1 | 1-2 | 2-2 | 0-3 | 2-2  | 1-1 | 2-0  | 2-1  | 1-0  | 1-1 | 1-1 | 1-1  | 1-1  | 2-2 | 1-0 |     | 1-1  | 1-0 | 0-1   | 3-0  |
| FC Sochaux-Montbéliard                                     | 0-2 | 0-2 | 2-3 | 1-0 | 3-2  | 0-0 | 0-0  | 1-0  | 1-1  | 0-0 | 4-0 | 1-1  | 3-4  | 1-2 | 1-1 | 2-2 |      | 0-1 | 2-1   | 2-0  |
| Toulouse FC                                                | 3-0 | 3-0 | 3-1 | 3-0 | 4-0  | 1-0 | 3-2  | 0-1  | 2-0  | 2-2 | 4-3 | 4-1  | 2-1  | 1-0 | 2-2 | 3-0 | 0-0  |     | 0-0   | 4-5  |
| ESTAC Troyes                                               | 1-0 | 2-1 | 3-1 | 1-0 | 2-2  | 2-0 | 1-0  | 2-0  | 3-1  | 1-0 | 2-0 | 1-5  | 1-0  | 2-1 | 2-0 | 2-1 | 2-1  | 1-1 |       | 1-1  |
| Valenciennes FC                                            | 1-1 | 0-2 | 2-2 | 1-0 | 2-1  | 1-0 | 1-3  | 1-0  | 0-1  | 0-1 | 3-5 | 2-3  | 1-1  | 2-0 | 3-0 | 1-1 | 0-0  | 1-0 | 2-2   |      |
| - Victoire à domicile - Match nul - Victoire à l'extérieur |     |     |     |     |      |     |      |      |      |     |     |      |      |     |     |     |      |     |       |      |

### Matchs de barrages

#### Barrages de promotion
|  | Barrages de Ligue 2 - Match 1 | Barrages de Ligue 2 - Match 1 | Barrages de Ligue 2 - Match 1 | Barrages de Ligue 2 - Match 1 |   |   | Barrages de Ligue 2 - Match 2 | Barrages de Ligue 2 - Match 2 | Barrages de Ligue 2 - Match 2 | Barrages de Ligue 2 - Match 2 |  |  | Barrages Ligue 1 | Barrages Ligue 1 | Barrages Ligue 1 | Barrages Ligue 1 |
|  |                               |                               |                               |                               |   |   |                               |                               |                               |                               |  |  |                  |                  |                  |                  |
|  |                               |                               |                               |                               |   |   |                               |                               |                               |                               |  |  |                  |                  |                  |                  |
|  |                               |                               |                               |                               |   |   |                               |                               |                               |                               |  |  |                  |                  |                  |                  |
|  |                               |                               |                               |                               |   |   |                               |                               |                               |                               |  |  |                  |                  |                  |                  |
|  |                               |                               |                               |                               |   |   |                               |                               |                               |                               |  |  |                  |                  |                  |                  |
|  |                               |                               |                               |                               |   |   |                               |                               |                               |                               |  |  |                  |                  |                  |                  |
|  |                               |                               |                               |                               |   |   |                               |                               |                               |                               |  |  |                  |                  |                  |                  |
|  |                               |                               |                               |                               |   |   |                               |                               |                               |                               |  |  |                  |                  |                  |                  |
|  |                               |                               |                               |                               |   |   |                               |                               |                               |                               |  |  |                  |                  |                  |                  |
|  |                               |                               |                               |                               |   |   |                               |                               |                               |                               |  |  |                  |                  |                  |                  |
|  |                               |                               |                               |                               |   |   |                               |                               |                               |                               |  |  |                  |                  |                  |                  |
|  |                               |                               |                               |                               |   |   |                               |                               |                               |                               |  |  |                  |                  |                  |                  |
|  | 18e L1                        | FC Nantes                     | 2                             | 0                             |   |   |                               |                               |                               |                               |  |  |                  |                  |                  |                  |
|  | 18e L1                        | FC Nantes                     | 2                             | 0                             |   |   |                               |                               |                               |                               |  |  |                  |                  |                  |                  |
|  |                               |                               | 3e L2                         | Toulouse FC                   | 1 | 1 |                               |                               |                               |                               |  |  |                  |                  |                  |                  |
|  |                               |                               |                               |                               | 1 | 1 |                               |                               |                               |                               |  |  |                  |                  |                  |                  |
|  |                               |                               |                               |                               |   |   |                               |                               |                               |                               |  |  |                  |                  |                  |                  |
|  |                               |                               |                               |                               |   |   |                               |                               |                               |                               |  |  |                  |                  |                  |                  |
|  | 3e L2                         | Toulouse FC                   | 3                             | 3                             |   |   |                               |                               |                               |                               |  |  |                  |                  |                  |                  |
|  | 3e L2                         | Toulouse FC                   | 3                             | 3                             |   |   |                               |                               |                               |                               |  |  |                  |                  |                  |                  |
|  |                               |                               | 4e L2                         | Grenoble Foot 38              | 0 | 0 |                               |                               |                               |                               |  |  |                  |                  |                  |                  |
|  | 4e L2                         | Grenoble Foot 38              | 4e L2                         | Grenoble Foot 38              | 0 | 0 | 2                             | 2                             |                               |                               |  |  |                  |                  |                  |                  |
|  | 4e L2                         | Grenoble Foot 38              |                               |                               |   |   |                               | 2                             |                               |                               |  |  |                  |                  |                  |                  |
|  | 5e L2                         | Paris FC                      | 0                             | 0                             |   |   |                               |                               |                               |                               |  |  |                  |                  |                  |                  |
|  | 5e L2                         | Paris FC                      | 0                             | 0                             |   |   |                               |                               |                               |                               |  |  |                  |                  |                  |                  |
|  |                               |                               |                               |                               |   |   |                               |                               |                               |                               |  |  |                  |                  |                  |                  |

Légende des couleurs
- Qualification pour le tour suivant.
- Le club se maintient en première division.
- Promotion en première division.
- Le club reste en deuxième division.
- Relégation en deuxième division.

Le 5e au 3e de la Ligue 2 prennent part à des playoffs en matchs unique dont le vainqueur affronte le 18e de la Ligue 1 dans le cadre d'un barrage aller-retour pour une place dans cette division la saison suivante.
| Match 1                 | (L2) Grenoble Foot 38 | 2 - 0   | Paris FC (L2) | Stade des Alpes, Grenoble                                                         |                                                                                   |
| Mardi 18 mai 2021 20h45 | Anani 8e · Semedo 87e | (1 - 0) |               | Spectateurs : 0 (huis clos) Diffuseur : beIn Sports 1 Arbitrage : Bastien Depechy | Spectateurs : 0 (huis clos) Diffuseur : beIn Sports 1 Arbitrage : Bastien Depechy |
| Mardi 18 mai 2021 20h45 | Ravet 67e             |         | 21e Kanté     | Spectateurs : 0 (huis clos) Diffuseur : beIn Sports 1 Arbitrage : Bastien Depechy | Spectateurs : 0 (huis clos) Diffuseur : beIn Sports 1 Arbitrage : Bastien Depechy |

| Match 2                    | (L2) Toulouse FC                       | 3 - 0   | Grenoble Foot 38 (L2)                 | Stadium de Toulouse, Toulouse                                                    |                                                                                  |
| Vendredi 21 mai 2021 20h45 | Spierings 3e · Koné 23e · Healey 90+2e | (2 - 0) |                                       | Spectateurs : 0 (huis clos) Diffuseur : beIn Sports 1 Arbitrage : Amaury Delerue | Spectateurs : 0 (huis clos) Diffuseur : beIn Sports 1 Arbitrage : Amaury Delerue |
| Vendredi 21 mai 2021 20h45 | Dejaegere 16e · Adli 69e               |         | 4e Pickel · 36e Djitté · 54e Belmonte | Spectateurs : 0 (huis clos) Diffuseur : beIn Sports 1 Arbitrage : Amaury Delerue | Spectateurs : 0 (huis clos) Diffuseur : beIn Sports 1 Arbitrage : Amaury Delerue |

| Match aller             | (L2) Toulouse FC       | 1 - 2   | FC Nantes (L1)            | Stadium de Toulouse, Toulouse                                                                                                  | |
| Jeudi 27 mai 2021 20h45 | Machado 19e            | (1 - 2) | 10e Blas · 22e Kolo Muani | Spectateurs : 0 (huis clos) Diffuseur : Canal+ Sport, beIn Sports 1 Arbitrage : Jérémie Pignard Arbitre vidéo : Amaury Delerue | Spectateurs : 0 (huis clos) Diffuseur : Canal+ Sport, beIn Sports 1 Arbitrage : Jérémie Pignard Arbitre vidéo : Amaury Delerue |
| Jeudi 27 mai 2021 20h45 | Koné 63e · Moreira 72e |         | 46e Chirivella            | Spectateurs : 0 (huis clos) Diffuseur : Canal+ Sport, beIn Sports 1 Arbitrage : Jérémie Pignard Arbitre vidéo : Amaury Delerue | Spectateurs : 0 (huis clos) Diffuseur : Canal+ Sport, beIn Sports 1 Arbitrage : Jérémie Pignard Arbitre vidéo : Amaury Delerue |

| Match retour               | (L1) FC Nantes                              | 0 - 1   | Toulouse FC (L2)                                   | Stade de la Beaujoire, Nantes                                                              |                                                                                            |
| Dimanche 30 mai 2021 18h00 |                                             | (0 - 0) | 62e Bayo                                           | Diffuseur : Canal+, beIn Sports 1 Arbitrage : Benoît Bastien Arbitre vidéo : Willy Delajod | Diffuseur : Canal+, beIn Sports 1 Arbitrage : Benoît Bastien Arbitre vidéo : Willy Delajod |
| Dimanche 30 mai 2021 18h00 | Appiah 5e · Kolo Muani 41e · Chirivella 77e |         | 53e Bayo · 70e Machado · 81e Antiste · 87e Ngoumou | Diffuseur : Canal+, beIn Sports 1 Arbitrage : Benoît Bastien Arbitre vidéo : Willy Delajod | Diffuseur : Canal+, beIn Sports 1 Arbitrage : Benoît Bastien Arbitre vidéo : Willy Delajod |

#### Barrages de relégation
Les barrages de promotion entre le troisième de National et le dix-huitième de la Ligue 2 se déroulent durant le mois de mai 2021. Le vainqueur de ces barrages obtient une place pour le championnat de Ligue 2 2021-2022 tandis que le perdant va en National.
| Match aller                | (N1) FC Villefranche Beaujolais       | 3 - 1   | Chamois niortais FC (L2) | Stade Armand-Chouffet, Villefranche-sur-Saône                                                      | |
| Mercredi 19 mai 2021 19h00 | Blanc 54e · Dauchy 84e · Garita 90+3e | (0 - 1) | 45+2e Ba                 | Spectateurs : 0 (huis clos) Diffuseur : Canal+ Décalé, beIn Sports 1 Arbitrage : Bartolomeu Varela | Spectateurs : 0 (huis clos) Diffuseur : Canal+ Décalé, beIn Sports 1 Arbitrage : Bartolomeu Varela |
| Mercredi 19 mai 2021 19h00 | Taufflieb 78e                         |         | 21e Kilama · 77e Yongwa  | Spectateurs : 0 (huis clos) Diffuseur : Canal+ Décalé, beIn Sports 1 Arbitrage : Bartolomeu Varela | Spectateurs : 0 (huis clos) Diffuseur : Canal+ Décalé, beIn Sports 1 Arbitrage : Bartolomeu Varela |

| Match retour             | (L2) Chamois niortais FC              | 2 - 0   | FC Villefranche Beaujolais (N1) | Stade René-Gaillard, Niort                                                                        |                                                                                                   |
| Samedi 22 mai 2021 20h45 | Lebeau 78e · Kemen 81e                | (0 - 0) |                                 | Spectateurs : 0 (huis clos) Diffuseur : Canal+ Sport, beIn Sports 2 Arbitrage : Nicolas Rainville | Spectateurs : 0 (huis clos) Diffuseur : Canal+ Sport, beIn Sports 2 Arbitrage : Nicolas Rainville |
| Samedi 22 mai 2021 20h45 | Passi 49e · Yongwa 63e · Moutachy 66e |         | 37e Bouet                       | Spectateurs : 0 (huis clos) Diffuseur : Canal+ Sport, beIn Sports 2 Arbitrage : Nicolas Rainville | Spectateurs : 0 (huis clos) Diffuseur : Canal+ Sport, beIn Sports 2 Arbitrage : Nicolas Rainville |

## Statistiques

### Domicile et extérieur
| Rang | Équipe                 | Pts | J  | G  | N  | P  | Bp | Bc | Diff |
| ---- | ---------------------- | --- | -- | -- | -- | -- | -- | -- | ---- |
| 1    | ESTAC Troyes           | 48  | 19 | 15 | 3  | 1  | 32 | 14 | +18  |
| 2    | Clermont Foot 63       | 44  | 19 | 13 | 5  | 1  | 37 | 12 | +25  |
| 3    | Toulouse FC            | 43  | 19 | 13 | 4  | 2  | 44 | 18 | +26  |
| 4    | Grenoble Foot 38       | 42  | 19 | 12 | 6  | 1  | 35 | 14 | +21  |
| 5    | Paris FC               | 38  | 19 | 11 | 5  | 3  | 31 | 18 | +13  |
| 6    | AJ Auxerre             | 36  | 19 | 10 | 6  | 3  | 38 | 20 | +18  |
| 7    | Pau FC                 | 32  | 19 | 9  | 5  | 5  | 26 | 19 | +7   |
| 8    | AC Ajaccio             | 30  | 19 | 8  | 6  | 5  | 21 | 17 | +4   |
| 9    | Amiens SC              | 29  | 19 | 7  | 8  | 4  | 15 | 12 | +3   |
| 10   | Rodez AF               | 27  | 19 | 6  | 9  | 4  | 23 | 20 | +3   |
| 11   | Valenciennes FC        | 27  | 19 | 7  | 6  | 6  | 24 | 23 | +1   |
| 12   | SM Caen                | 27  | 19 | 6  | 9  | 4  | 17 | 19 | -2   |
| 13   | USL Dunkerque          | 26  | 19 | 6  | 8  | 5  | 22 | 18 | +4   |
| 14   | AS Nancy Lorraine      | 26  | 19 | 6  | 8  | 5  | 28 | 28 | 0    |
| 15   | FC Sochaux-Montbéliard | 25  | 19 | 6  | 7  | 6  | 24 | 22 | +2   |
| 16   | FC Chambly             | 24  | 19 | 7  | 3  | 9  | 21 | 27 | -6   |
| 17   | Chamois niortais FC    | 24  | 19 | 6  | 6  | 7  | 17 | 25 | -8   |
| 18   | EA Guingamp            | 22  | 19 | 4  | 10 | 5  | 19 | 23 | -4   |
| 19   | Le Havre AC            | 20  | 19 | 4  | 8  | 7  | 16 | 23 | -7   |
| 20   | LB Châteauroux         | 14  | 19 | 3  | 5  | 11 | 21 | 31 | -10  |

| Rang | Équipe                 | Pts | J  | G | N  | P  | Bp | Bc | Diff |
| ---- | ---------------------- | --- | -- | - | -- | -- | -- | -- | ---- |
| 1    | ESTAC Troyes           | 29  | 19 | 8 | 5  | 6  | 28 | 22 | +6   |
| 2    | Clermont Foot 63       | 28  | 19 | 8 | 4  | 7  | 24 | 16 | +8   |
| 3    | Toulouse FC            | 27  | 19 | 7 | 6  | 6  | 27 | 24 | +3   |
| 4    | Le Havre AC            | 27  | 19 | 7 | 6  | 6  | 22 | 25 | -3   |
| 5    | FC Sochaux-Montbéliard | 26  | 19 | 6 | 8  | 5  | 21 | 15 | +6   |
| 6    | Paris FC               | 26  | 19 | 6 | 8  | 5  | 22 | 19 | +3   |
| 7    | AJ Auxerre             | 26  | 19 | 6 | 8  | 5  | 26 | 24 | +2   |
| 8    | EA Guingamp            | 25  | 19 | 6 | 7  | 6  | 22 | 20 | +2   |
| 9    | Grenoble Foot 38       | 23  | 19 | 6 | 5  | 8  | 16 | 21 | -5   |
| 10   | AS Nancy Lorraine      | 21  | 19 | 5 | 6  | 8  | 25 | 25 | 0    |
| 11   | Valenciennes FC        | 20  | 19 | 5 | 6  | 8  | 26 | 36 | -10  |
| 12   | Amiens SC              | 18  | 19 | 4 | 6  | 9  | 19 | 28 | -9   |
| 13   | Chamois niortais FC    | 17  | 19 | 3 | 8  | 8  | 17 | 33 | -16  |
| 14   | Rodez AF               | 16  | 19 | 2 | 10 | 7  | 15 | 24 | -9   |
| 15   | AC Ajaccio             | 16  | 19 | 3 | 7  | 9  | 13 | 26 | -13  |
| 16   | USL Dunkerque          | 15  | 19 | 4 | 3  | 12 | 12 | 29 | -17  |
| 17   | SM Caen                | 14  | 19 | 3 | 5  | 11 | 17 | 30 | -13  |
| 18   | FC Chambly             | 14  | 19 | 2 | 8  | 9  | 20 | 37 | -17  |
| 19   | Pau FC                 | 12  | 19 | 2 | 6  | 11 | 16 | 30 | -14  |
| 20   | LB Châteauroux         | 9   | 19 | 1 | 6  | 12 | 11 | 27 | -16  |

### Évolution du classement
Le tableau suivant récapitule le classement au terme de chacune des journées définies par le calendrier officiel, les matchs joués en retard sont pris en compte la journée suivante. Les colonnes « promouvable » et « relégable » comptabilisent les places de montée ou de relégation directes.
| Journées →   | 1  | 2  | 3  | 4  | 5  | 6  | 7  | 8  | 9  | 10 | 11 | 12 | 13 | 14 | 15 | 16 | 17 | 18 | 19 | 20 | 21 | 22 | 23 | 24 | 25 | 26 | 27 | 28 | 29 | 30 | 31 | 32 | 33 | 34 | 35 | 36 | 37 | 38 | prom. | b.p. | b.r. | rel. |
| Équipe ↓     |    |    |    |    |    |    |    |    |    |    |    |    |    |    |    |    |    |    |    |    |    |    |    |    |    |    |    |    |    |    |    |    |    |    |    |    |    |    |       |      |      |      |
| ------------ | -- | -- | -- | -- | -- | -- | -- | -- | -- | -- | -- | -- | -- | -- | -- | -- | -- | -- | -- | -- | -- | -- | -- | -- | -- | -- | -- | -- | -- | -- | -- | -- | -- | -- | -- | -- | -- | -- | ----- | ---- | ---- | ---- |
| Ajaccio      | 12 | 19 | 20 | 20 | 19 | 19 | 19 | 18 | 18 | 16 | 17 | 16 | 16 | 15 | 16 | 14 | 14 | 13 | 13 | 11 | 12 | 12 | 9  | 10 | 12 | 13 | 14 | 9  | 12 | 15 | 11 | 11 | 9  | 11 | 11 | 11 | 11 | 13 |       |      | 2    | 6    |
| Amiens       | 9  | 11 | 13 | 15 | 15 | 17 | 16 | 12 | 13 | 15 | 14 | 14 | 13 | 12 | 12 | 9  | 10 | 10 | 9  | 8  | 9  | 8  | 8  | 9  | 8  | 11 | 11 | 11 | 13 | 10 | 14 | 10 | 11 | 9  | 9  | 10 | 10 | 10 |       |      |      |      |
| Auxerre      | 17 | 12 | 14 | 11 | 13 | 10 | 13 | 10 | 9  | 6  | 4  | 6  | 5  | 4  | 5  | 4  | 4  | 5  | 5  | 4  | 5  | 5  | 5  | 5  | 5  | 5  | 5  | 6  | 6  | 6  | 6  | 6  | 6  | 6  | 5  | 6  | 6  | 6  |       | 17   |      |      |
| Caen         | 11 | 6  | 2  | 4  | 8  | 4  | 7  | 3  | 8  | 4  | 3  | 4  | 6  | 7  | 8  | 7  | 7  | 8  | 8  | 9  | 10 | 10 | 11 | 11 | 9  | 8  | 9  | 12 | 14 | 14 | 15 | 15 | 16 | 17 | 18 | 18 | 18 | 17 | 1     | 6    | 3    |      |
| Chambly      | 19 | 17 | 18 | 18 | 16 | 18 | 18 | 20 | 20 | 20 | 20 | 20 | 20 | 20 | 20 | 16 | 16 | 17 | 16 | 17 | 18 | 15 | 16 | 18 | 18 | 18 | 19 | 19 | 19 | 19 | 19 | 19 | 19 | 19 | 19 | 19 | 19 | 19 |       |      | 8    | 21   |
| Châteauroux  | 5  | 10 | 12 | 14 | 18 | 13 | 15 | 16 | 17 | 19 | 16 | 15 | 17 | 18 | 18 | 19 | 20 | 20 | 20 | 20 | 20 | 20 | 20 | 20 | 20 | 20 | 20 | 20 | 20 | 20 | 20 | 20 | 20 | 20 | 20 | 20 | 20 | 20 |       | 1    | 3    | 24   |
| Clermont     | 10 | 14 | 9  | 9  | 12 | 8  | 5  | 8  | 4  | 5  | 6  | 5  | 8  | 5  | 6  | 6  | 6  | 4  | 4  | 3  | 3  | 3  | 3  | 4  | 3  | 2  | 2  | 2  | 2  | 2  | 3  | 2  | 3  | 2  | 2  | 2  | 2  | 2  | 11    | 15   |      |      |
| Dunkerque    | 6  | 4  | 10 | 6  | 10 | 7  | 10 | 13 | 10 | 12 | 9  | 9  | 11 | 9  | 11 | 12 | 12 | 14 | 14 | 15 | 14 | 14 | 14 | 15 | 16 | 16 | 16 | 16 | 16 | 17 | 17 | 17 | 17 | 18 | 17 | 16 | 17 | 16 |       | 1    | 1    |      |
| Grenoble     | 15 | 8  | 7  | 2  | 3  | 2  | 6  | 7  | 11 | 8  | 2  | 2  | 2  | 3  | 2  | 2  | 1  | 3  | 3  | 5  | 4  | 4  | 4  | 3  | 4  | 4  | 4  | 4  | 4  | 4  | 4  | 3  | 4  | 4  | 4  | 4  | 4  | 4  | 8     | 23   |      |      |
| Guingamp     | 13 | 15 | 17 | 16 | 11 | 14 | 9  | 14 | 14 | 13 | 13 | 13 | 14 | 14 | 14 | 15 | 15 | 16 | 15 | 14 | 15 | 17 | 18 | 17 | 17 | 17 | 17 | 18 | 17 | 18 | 18 | 18 | 18 | 16 | 16 | 13 | 12 | 9  |       |      | 6    |      |
| Le Havre     | 18 | 13 | 8  | 10 | 7  | 11 | 11 | 6  | 3  | 7  | 10 | 12 | 12 | 13 | 13 | 13 | 13 | 12 | 12 | 13 | 13 | 13 | 13 | 13 | 10 | 9  | 10 | 14 | 8  | 13 | 12 | 12 | 12 | 13 | 13 | 14 | 13 | 12 |       | 1    | 1    |      |
| Nancy        | 16 | 16 | 15 | 13 | 17 | 16 | 14 | 15 | 12 | 14 | 15 | 17 | 18 | 17 | 17 | 18 | 17 | 15 | 17 | 16 | 17 | 18 | 17 | 16 | 14 | 15 | 15 | 10 | 9  | 8  | 8  | 9  | 10 | 8  | 8  | 9  | 9  | 8  |       |      | 3    |      |
| Niort        | 7  | 3  | 4  | 1  | 1  | 5  | 2  | 4  | 7  | 3  | 7  | 10 | 7  | 8  | 7  | 8  | 9  | 9  | 11 | 12 | 11 | 11 | 12 | 12 | 13 | 12 | 8  | 13 | 15 | 12 | 13 | 14 | 14 | 15 | 15 | 17 | 16 | 18 | 3     | 5    | 1    |      |
| Paris        | 1  | 1  | 1  | 3  | 2  | 1  | 1  | 1  | 1  | 1  | 1  | 1  | 1  | 2  | 3  | 5  | 5  | 6  | 6  | 6  | 6  | 6  | 6  | 6  | 6  | 6  | 6  | 5  | 5  | 5  | 5  | 5  | 5  | 5  | 6  | 5  | 5  | 5  | 13    | 14   |      |      |
| Pau          | 20 | 18 | 19 | 19 | 20 | 20 | 20 | 19 | 19 | 17 | 19 | 19 | 15 | 16 | 15 | 17 | 18 | 19 | 19 | 19 | 19 | 19 | 19 | 19 | 19 | 19 | 18 | 17 | 18 | 16 | 16 | 16 | 15 | 14 | 14 | 15 | 15 | 14 |       |      | 4    | 19   |
| Rodez        | 8  | 5  | 11 | 12 | 9  | 12 | 17 | 17 | 16 | 18 | 18 | 18 | 19 | 19 | 19 | 20 | 19 | 18 | 18 | 18 | 16 | 16 | 15 | 14 | 15 | 14 | 13 | 15 | 10 | 11 | 10 | 13 | 13 | 12 | 12 | 12 | 14 | 15 |       | 1    | 6    | 5    |
| Sochaux      | 3  | 2  | 3  | 5  | 4  | 3  | 3  | 5  | 6  | 10 | 12 | 8  | 9  | 11 | 10 | 10 | 8  | 7  | 7  | 7  | 8  | 9  | 10 | 7  | 7  | 7  | 7  | 7  | 7  | 7  | 7  | 7  | 7  | 7  | 7  | 7  | 7  | 7  | 1     | 7    |      |      |
| Toulouse     | 14 | 20 | 16 | 17 | 14 | 15 | 12 | 9  | 5  | 9  | 8  | 7  | 4  | 6  | 4  | 3  | 3  | 2  | 2  | 2  | 2  | 2  | 2  | 2  | 2  | 3  | 3  | 3  | 3  | 3  | 2  | 3  | 2  | 3  | 3  | 3  | 3  | 3  | 10    | 16   |      | 1    |
| Troyes       | 4  | 9  | 5  | 7  | 5  | 6  | 4  | 2  | 2  | 2  | 5  | 3  | 3  | 1  | 1  | 1  | 2  | 1  | 1  | 1  | 1  | 1  | 1  | 1  | 1  | 1  | 1  | 1  | 1  | 1  | 1  | 1  | 1  | 1  | 1  | 1  | 1  | 1  | 28    | 7    |      |      |
| Valenciennes | 2  | 7  | 6  | 8  | 6  | 9  | 8  | 11 | 15 | 11 | 11 | 11 | 10 | 10 | 9  | 11 | 11 | 11 | 10 | 10 | 7  | 7  | 7  | 8  | 11 | 10 | 12 | 8  | 11 | 9  | 9  | 8  | 8  | 10 | 10 | 8  | 8  | 11 | 1     |      |      |      |

En gras et italique, les équipes comptant un match en retard.
1. ↑  Ajaccio-Dunkerque, rencontre comptant pour la 3e journée est reportée, en raison de cas positifs au covid-19 dans l'effectif dunkerquois, a été joué entre les 5e et 6e journées.
2. ↑  Grenoble-Nancy, rencontre comptant pour la 8e journée est reportée, en raison de cas positifs au covid-19 dans l'effectif grenoblois.
La rencontre a été jouée entre les 11e et 12e journées.
3. ↑  Niort-Grenoble, rencontre comptant pour la 9e journée est reportée, en raison de cas positifs au covid-19 dans l'effectif grenoblois.
La rencontre a été jouée entre les 15e et 16e journées.
4. ↑  Nancy-Troyes, rencontre comptant pour la 11e journée est reportée, en raison de cas positifs au covid-19 dans l'effectif nancéiens.
La rencontre a été jouée entre les 15e et 16e journées.
5. ↑  Pau-Sochaux, rencontre comptant pour la 15e journée est reportée à cause du match Pau-Worcester qui se joue au Hameau le jour-même.
La rencontre a été jouée le 15 décembre 2020.
6. ↑  Niort-Valenciennes, rencontre comptant pour la 17e journée est reportée, en raison de cas positifs au covid-19 dans l'effectif niortais.
7. ↑  Chambly-Niort et Valenciennes-Paris, rencontre comptant pour la 20e journée sont reportées, en raison des conditions météorologiques. Les rencontres ont été jouées entre les 21e et 22e journées.
8. ↑  Clermont-Amiens, rencontre comptant pour la 29e journée est reportée, en raison de cas positifs au covid-19 dans l'effectif clermontois et amiénois.
La rencontre a été jouée entre les 32e et 33e journées.
9. ↑  Dunkerque-Amiens, rencontre comptant pour la 31e journée est reportée, en raison de cas positifs au covid-19 dans l'effectif amiénois.
La rencontre a été jouée entre les 35e et 36e journées.
10. ↑  Le Havre-Toulouse, rencontre comptant pour la 34e journée est reportée, en raison de cas positifs au covid-19 dans l'effectif toulousain.
La rencontre a été jouée entre les 36e et 37e journées.
11. ↑  Toulouse-Pau, rencontre comptant pour la 35e journée est reportée, en raison de cas positifs au covid-19 dans l'effectif toulousain.
La rencontre a été reportée entre les 37e et 38e journées.

### Buts marqués par journée
Ce graphique représente le nombre de buts marqués lors de chaque journée

### Classement des buteurs
Mise à jour : 18 mai 2021
|    | Joueur             | Club                | Buts |
| -- | ------------------ | ------------------- | ---- |
| 1  | Mohamed Bayo       | Clermont Foot 63    | 22   |
| 2  | Mickaël Le Bihan   | AJ Auxerre          | 19   |
| 3  | Yoann Touzghar     | ESTAC Troyes        | 16   |
| 4  | Rémy Dugimont      | AJ Auxerre          | 14   |
| 5  | Rhys Healey        | Toulouse FC         | 14   |
| 6  | Pape Ibnou Ba      | Chamois niortais FC | 14   |
| 7  | Jim Allevinah      | Clermont Foot 63    | 12   |
| 8  | Jodel Dossou       | Clermont Foot 63    | 12   |
| 9  | Mickaël Biron      | AS Nancy-Lorraine   | 12   |
| 10 | Baptiste Guillaume | Valenciennes FC     | 11   |

| Source : Classement des buteurs sur le site de la LFP 1 : Nombre de buts inscrits (+) dont nombre de penalties (-) |

### Classement des passeurs
Mise à jour : 18 mai 2021
|    | Joueur                | Club              | Passes |
| -- | --------------------- | ----------------- | ------ |
| 1  | Mathias Autret        | AJ Auxerre        | 13     |
| 2  | Jason Berthomier      | Clermont Foot 63  | 11     |
| 3  | Hamza Sakhi           | AJ Auxerre        | 11     |
| 4  | Brecht Dejaegere      | Toulouse FC       | 10     |
| 5  | Kenny Rocha Santos    | AS Nancy Lorraine | 9      |
| 6  | Amine Adli            | Toulouse FC       | 7      |
| 7  | Victor Lobry          | Pau FC            | 7      |
| 8  | Branco van den Boomen | Toulouse FC       | 7      |
| 9  | Jessy Benet           | Grenoble Foot 38  | 7      |
| 10 | Arnaud Lusamba        | Amiens SC         | 7      |

| Source : Classement officiel des passeurs de la LFP 1 : Nombre de passes décisives (+) dont coups de pied arrêtés (-) |

### Affluence
En raison de la crise sanitaire du COVID-19, la jauge de 5 000 spectateurs est imposée d'août à octobre, et à partir de fin octobre, les stades ne peuvent plus accueillir des supporters.

#### Plus grosses affluences de la saison
| Rang | Match                                | Journée | Date              | Affluence |
| ---- | ------------------------------------ | ------- | ----------------- | --------- |
| 1    | AJ Auxerre - Clermont Foot 63        | J3      | 12 septembre 2020 | 6 047     |
| 2    | SM Caen - Amiens SC                  | J6      | 3 octobre 2020    | 5 843     |
| 3    | SM Caen - FC Chambly Oise            | J4      | 19 septembre 2020 | 5 593     |
| 4    | AJ Auxerre - ESTAC Troyes            | J4      | 21 septembre 2020 | 5 169     |
| 5    | Toulouse FC - FC Sochaux-Montbéliard | J3      | 14 septembre 2020 | 5 000     |
| 6    | AJ Auxerre - AC Ajaccio              | J6      | 3 octobre 2020    | 5 000     |
| 7    | EA Guingamp - AJ Auxerre             | J7      | 19 octobre 2020   | 5 000     |
| 8    | FC Sochaux-Montbéliard - Amiens SC   | J8      | 26 octobre 2020   | 4 994     |
| 9    | FC Sochaux-Montbéliard - Rodez AF    | J4      | 19 septembre 2020 | 4 970     |
| 10   | Amiens SC - AS Nancy Lorraine        | J1      | 22 août 2020      | 4 791     |

#### Affluences par journée
Ce graphique représente le nombre de spectateurs lors de chaque journée

## Bilan de la saison
- Champion d'automne : ESTAC Troyes
- Champion : ESTAC Troyes
- Meilleure attaque : Toulouse Football Club (71 buts)
- Meilleure défense : Clermont Foot 63 (25 buts)
- Plus mauvaise attaque : La Berrichonne de Châteauroux (32 buts)
- Plus mauvaise défense : Football Club de Chambly Oise (64 buts)
- Premier but de la saison :  Nicolas Bruneel   55e lors de Toulouse FC - USL Dunkerque (0-1) le 22 août 2020 (1re journée)
- Dernier but de la saison :  Julien Lopez   90+4e lors de Paris FC - FC Chambly (3-0) le 15 mai 2021 (38e journée)
- Premier but contre son camp :  Nathan Monzango  44e (csc) lors de Le Havre AC - Amiens SC (1-0) le 29 août 2020 (2e journée)
- Premier penalty :  Teddy Chevalier   10e (pen.) lors de Valenciennes FC - Pau FC (3-0) le 22 août 2020 (1re journée)
- Premier but sur coup franc direct :
- Premier doublé :  Florian Martin   73e   90e lors de FC Chambly - Paris FC (0-3) le 22 août 2020 (1re journée)
- Premier triplé :  Mickaël Le Bihan   17e   29e   49e lors d'AJ Auxerre - FC Chambly (4-0) le 24 octobre 2020 (8e journée)
- Premier quadruplé :  Joffrey Cuffaut   33e   63e   77e   86e lors de Toulouse FC - Valenciennes FC (4-5) le 7 novembre 2020 (10e journée)
- Premier carton jaune :  Leverton Pierre  31e lors de Toulouse FC - USL Dunkerque (0-1) le 22 août 2020 (1re journée)
- Premier carton rouge :  Donovan Léon   48e lors d'AJ Auxerre - FC Sochaux-Montbéliard (0-2) le 22 août 2020 (1re journée)
- But le plus rapide d'une rencontre : 
  -  Cheick Fantamady Diarra   1re lors de Chamois niortais FC - USL Dunkerque (1-2) le 21 novembre 2020 (11e journée)
  -  Ali Abdi   1re lors de Paris FC - Chamois niortais FC (3-3) le 2 février 2021 (23e journée)
  -  Aymen Boutoutaou   1re lors de AS Nancy Lorraine - Valenciennes FC (1-3) le 1er mai 2021 (36e journée)
- But le plus tardif d'une rencontre :
  -  Stijn Spierings   90+8e (pen.) lors de Toulouse FC - Le Havre AC (4-3) le 19 décembre 2020 (16e journée)
- Plus jeune buteur de la saison :  Yoan Bonny   77e lors de LB Châteauroux - Rodez AF (1-1) le 20 avril 2021 (34e journée), à 17 ans et 6 jours
- Plus vieux buteur de la saison :  Anthony Soubervie   13e (pen.) lors de Rodez AF - FC Chambly Oise (2-2) le 3 mars 2021 (31e journée), à 37 ans
- Journée de championnat la plus riche en buts : 38e journée (36 buts)
- Journée de championnat la plus pauvre en buts : 24e journée (14 buts)
- Nombre de buts inscrits durant la saison : 910 buts
- Nombre de  durant la saison : 1417
- Nombre de  durant la saison :115
- Plus grand nombre de buts dans une rencontre : 9 buts
  - 4 - 5 lors de Toulouse FC - Valenciennes FC le 7 novembre 2020 (10e journée)
- Plus large victoire à domicile : 6 buts d'écart
  - 6 - 0 lors d'AJ Auxerre - Chamois niortais FC le 5 décembre 2020 (14e journée)
- Plus large victoire à l'extérieur :  5 buts d'écart
  - 0 - 5 lors de EA Guingamp - Clermont Foot 63 le 2 mars 2021 (28e journée)
- Plus grand nombre de buts dans une mi-temps :
  - en 1re mi-temps : 6 buts
    - Grenoble F38 5 - 3 Toulouse FC (4 - 2, 1 - 1) le 29 août 2020 (2e journée)

  - en 2e mi-temps : 5 buts
    - Toulouse FC 4 - 5 Valenciennes FC (2 - 2, 2 - 3) le 7 novembre 2020 (10e journée)
    - LB Châteauroux 2 - 3 EA Guingamp (0 - 0, 2 - 3) le 8 janvier 2021 (19e journée)
    - LB Châteauroux 3 - 3 Valenciennes FC (1 - 0, 2 - 3) le 23 janvier 2021 (21e journée)
    - Le Havre AC 2 - 4 FC Chambly (1 - 0, 1 - 4) le 1er mai 2021 (36e journée)
- Plus grand nombre de buts dans une mi-temps pour une équipe : 4 buts
  - 4 - 2 lors de la 1re mi-temps de Grenoble F38 - Toulouse FC (5-3) le 29 août 2020 (2e journée)
  - 4 - 1 lors de la 1re mi-temps d'AJ Auxerre - AC Ajaccio (5-1) le 3 octobre 2020 (6e journée)
  - 4 - 0 lors de la 2e mi-temps d'AJ Auxerre - Chamois niortais FC (6-0) le 5 décembre 2020 (14e journée)
  - 1 - 4 lors de la 1re mi-temps de SM Caen - FC Sochaux-Montbéliard (1-4) le 22 décembre 2020 (17e journée)
  - 4 - 0 lors de la 2e mi-temps d'LB Châteauroux - FC Chambly (4-0) le 2 février 2021 (23e journée)
  - 0 - 4 lors de la 2e mi-temps de FC Chambly - FC Sochaux-Montbéliard (1-4) le 5 février 2021 (24e journée)
  - 4 - 0 lors de la 2e mi-temps de Toulouse FC - FC Chambly (4-0) le 13 mars 2021 (29e journée)
  - 1 - 4 lors de la 2e mi-temps de Le Havre AC - FC Chambly (2-4) le 1er mai 2021 (36e journée)
- Plus grand nombre de buts dans une rencontre pour une équipe : 6 buts
  - 6 - 0 lors d'AJ Auxerre - Chamois niortais FC le 5 décembre 2020 (14e journée)
- Doublé le plus rapide : 1 minutes
  -  Stephen Odey   45e   46e lors de AS Nancy Lorraine - Amiens SC (2-2) le 15 mai 2021 (38e journée)
- Triplé le plus rapide : 13 minutes
  -  Mohamed Bayo   46e   56e   59e lors de Clermont F63 - USL Dunkerque (5-0) le 16 janvier 2021 (20e journée)
- Quadruplé le plus rapide : 53 minutes
  -  Joffrey Cuffaut   33e   63e   77e   86e lors de Toulouse FC - Valenciennes FC (4-5) le 7 novembre 2020 (10e journée)
- Les triplés de la saison :
  -  Mickaël Le Bihan   17e   29e   49e lors d'AJ Auxerre - FC Chambly (4-0) le 24 octobre 2020 (8e journée)
  -  Mickaël Le Bihan   4e   50e   76e lors d'AJ Auxerre - Chamois niortais FC (6-0) le 5 décembre 2020 (14e journée)
  -  Mohamed Bayo   46e   56e   59e lors de Clermont F63 - USL Dunkerque (5-0) le 16 janvier 2021 (20e journée)
  -  Mickaël Biron   31e   42e   48e lors de LB Châteauroux - AS Nancy Lorraine (1-4) le 27 février 2021 (27e journée)
  -  Rhys Healey   27e   79e (pen.)   87e lors de USL Dunkerque - Toulouse FC (3-3) le 15 mai 2021 (38e journée)
- Les quadruplés de la saison :
  -  Joffrey Cuffaut   33e   63e   77e   86e lors de Toulouse FC - Valenciennes FC (4-5) le 7 novembre 2020 (10e journée)
- Plus grand nombre de spectateurs dans une rencontre : 6 047 spectateurs lors de AJ Auxerre - Clermont F63 (0-1) le 12 septembre 2020 (3e journée)
- Plus petit nombre de spectateurs dans une rencontre : 339 spectateurs lors de Toulouse FC - ESTAC (0-0) le 3 octobre 2020 (6e journée)
- Plus grande série de victoires : 5 matchs 
  - L'ESTAC Troyes entre la 33e journée & 37e journée
- Plus grande série de défaites : 4 matchs 
  - LB Châteauroux entre la 25e journée & 28e journée
- Plus grande série de matchs sans défaite : 13 matchs 
  - L'AJ Auxerre entre la 8e journée & 20e journée
- Plus grande série de matchs sans victoire :  15 matchs
  - LB Châteauroux entre la 24e journée & 38e journée
- Plus grande série de matchs sans marquer :  matchs

## Trophée UNFP
Chaque début de mois les internautes votent pour élire le trophée UNFP du joueur du mois de Ligue 2.
| Mois      | Premier            | Premier             | Premier | Deuxième           | Deuxième               | Deuxième | Troisième          | Troisième              | Troisième | Ref.  |
| Mois      | Joueur             | Club                | %       | Joueur             | Club                   | %        | Joueur             | Club                   | %         | Ref.  |
| --------- | ------------------ | ------------------- | ------- | ------------------ | ---------------------- | -------- | ------------------ | ---------------------- | --------- | ----- |
| Septembre | Olivier Kemen      | Chamois niortais FC | 38      | Gaëtan Weissbeck   | FC Sochaux-Montbéliard | 33       | Mickaël Le Bihan   | AJ Auxerre             | 29        | [ 9 ] |
| Octobre   | Mickaël Le Bihan   | AJ Auxerre          | 43      | Mohamed Bayo       | Clermont Foot 63       | 33       | Gaëtan Laura       | Paris FC               | 24        | [ 9 ] |
| Novembre  | Yoann Touzghar     | ESTAC Troyes        | 39      | Mickaël Le Bihan   | AJ Auxerre             | 37       | Gaëtan Weissbeck   | FC Sochaux-Montbéliard | 24        | [ 9 ] |
| Décembre  | Rhys Healey        | Toulouse FC         | 55      | Mickaël Le Bihan   | AJ Auxerre             | 25       | Mathias Autret     | AJ Auxerre             | 20        | [ 9 ] |
| Janvier   | Amine Adli         | Toulouse FC         | 58      | Jodel Dossou       | Clermont Foot 63       | 24       | Joffrey Cuffaut    | Valenciennes FC        | 17        | [ 9 ] |
| Février   | Mohamed Bayo       | Clermont Foot 63    | 38      | Yoann Touzghar     | ESTAC Troyes           | 32       | Mickaël Biron      | AS Nancy Lorraine      | 30        | [ 9 ] |
| Mars      | Kenny Rocha Santos | AS Nancy Lorraine   | 39      | Aurélien Scheidler | AS Nancy Lorraine      | 31       | Baptiste Guillaume | Valenciennes FC        | 30        | [ 9 ] |
| Avril     |                    |                     |         |                    |                        |          |                    |                        |           |       |

Au mois de mai, lors des trophées UNFP du football 2021, il y a l'élection du meilleur joueur, gardien et entraîneur, ainsi que l'équipe type de la saison de Ligue 2.
| Meilleur joueur | Meilleur gardien | Meilleur entraîneur | Plus beau but |
| --------------- | ---------------- | ------------------- | ------------- |
| Amine Adli      | Gauthier Gallon  | Pascal Gastien      | Gauthier Hein |

| Gardien de but  | Défenseurs                                                   | Milieux de terrain                              | Attaquants                               |
| --------------- | ------------------------------------------------------------ | ----------------------------------------------- | ---------------------------------------- |
| Gauthier Gallon | Akim Zedadka Jimmy Giraudon Cédric Hountondji Deiver Machado | Rominigue Kouamé Mathias Autret Florian Tardieu | Mickaël Le Bihan Mohamed Bayo Amine Adli |